# レッド・サークル
レッド・サークル・オーサーズ (Red Circle Authors) は、イギリス ロンドンに拠点を置く出版社。現代日本文学を専門とする。

## 概要
2016年、リチャード・ネイサン(Richard Nathan)と近谷浩二が、レッド・サークル・オーサーズ(Red Circle Authors)を設立。 ロンドンと東京の2拠点で活動している。
優れた日本文学を世界に広めるべく、同社のメンバーである日本の作家とその作品の広報活動を行なっている。設立の背景について、具体美術協会(ぐたいびじゅつきょうかい)からインスピレーションを受けたとしている。
また、日本文学にまつわる出版事情・歴史・文化に関するニュース、分析、評論をウェブサイトで発信している。
現在、レッド・サークル・オーサーズ(Red Circle Authors)は、白石一文、田口ランディ、中村文則、花輪莞爾、角田光代、市川拓司、島田 荘司, ロジャー・パルバース(Roger Pulvers)の8名の作家で構成されている。
現在、海外向けに翻訳されたレッド・サークル・オーサーズ(Red Circle Authors)作家の作品は限られているが、作家の多くは国内の文学賞を受賞しており ―例えば、 直木賞(角田光代 2005年、白石一文 2010年)や、芥川賞(中村文則 2005年)など ― また映画化・テレビドラマ化された作品も多数ある。
海外で高い評価を得ている作家もおり、中村文則が2014年にデイビッド・グーディス賞(The David L. Goodis Award)を受賞するなど国際的な文学賞も受賞し始めている。

## 出版物
レッド・サークル・オーサーズ(Red Circle Authors)の出版レーベルには「Red Circle Minis」と「Circle Editions」がある。
同社の初レーベル「レッド・サークル・ミニ(Red Circle Minis)」は、書き下ろし短編作品を英訳し、2018年11月23日(勤労感謝の日)に第１弾となる3作品を発表、2019年11月23日と2020年1月1日に第２弾となる2作品、2020年8月6日に第３弾となる1作品、2021年9月22日に第４弾となる1作品が発表されている。日本語版は未発表。
- 白石一文『スタンド・イン コンパニオン(原題:代替伴侶)』[20][21][22][23]

- 花輪莞爾
  - 『バックライト(原題:逆光線)』[24][25][26]
  - 『ザ・クロニクル・オブ・ロード・アスナロ(原題:あすなろ公奮闘記)』[27][28]

- ロジャー・パルバース『トウキョウ パフォーマンス』[29][30]

- 市川拓司
  - 『レフュジーズ ドーター(原題:難民の娘)』[31][32]
  - 『モンキーマン』[33][34][35]

- 島田荘司『ワン ラブ チグサ(原題:ワン ラブ ちぐさ)』[36][37][38][39]

レッド・サークル・オーサーズ(Red Circle Authors)のこのシリーズの取り組みは、評論家から「大きな本を小さなサイズに詰め込むのではなく、むしろ長年日本の伝統である簡潔な文体を讃え、それを本という形に落とし込んだもの」と賞された。
また、「2019年、注目すべきインディ出版社」、「2020年注目の日本作品と翻訳」など、シリーズとその活動が取り上げられ注目されている。
２つめのレーベル「サークル・エディションズ(Circle Editions)」は、設立者の一人であるリチャード・ネイサン(Richard Nathan)が日本文学の世界での経験をもとに執筆した「カレイドスコープ・ジャパン：文学というレンズを通して見た国」の出版とともに、2024年に立ち上げられた。同レーベルは、日本文学、出版、文化など、日本についてより幅広い題材を取り上げる。